# Supercoupe de Belgique de football 2001
La Supercoupe de Belgique 2001 est un match de football qui a été joué le 4 août 2001, entre le vainqueur du championnat de division 1 belge 2000-2001, le RSC Anderlecht et le vainqueur de la coupe de Belgique 2000-2001, le KVC Westerlo. Anderlecht remporte le match 1-4, et ajoute une sixième Supercoupe à son palmarès.
Contrairement à la tradition qui veut que le match se joue sur le terrain de l'équipe championne, cette édition s'est déroulée sur le terrain de Westerlo, au 't Kuipje.

## Feuille de match
| Titulaires : |  |
| |  |
| GK 1 Bart Deelkens · RB 6 Sidney Lammens 73e · CB 15 Sadio Ba 67e · CB 12 Dirk Thoelen · LB 8 Björn De Coninck · RM 3 Marc Schaessens · CM 17 Sammy Van Den Bossche · CM 5 Yves Serneels · LM 20 Bart Willemsen 83e · RF 18 Jef Delen 67e · LF 11 Francis Severeyns · |  |
| Remplaçants : |  |
| CB 7 Frank Dauwen 67e · CF 14 Björn Smits 73e · CF 22 Kevin Vandenbergh 67e · RF 9 Vedran Pelic 83e · |  |
| Entraîneur : |  |
| Jan Ceulemans |  |

| Titulaires : |  |
| |  |
| GK 1 Filip De Wilde · RB 16 Bertrand Crasson 46e · CB 5 Glen De Boeck · CB 6 Joris Van Hout · LB 2 Aleksandar Ilić · RM 22 Oleg Iachtchouk 46e · CM 15 Besnik Hasi · CM 4 Yves Vanderhaeghe · LM 14 Marc Hendrikx 52e 88e · RF 26 Aruna Dindane 21e · LF 19 Ivica Mornar 46e · |  |
| Remplaçants : |  |
| RM 21 Emmanuel Pirard 46e · LW 18 Seol Ki-hyeon 46e 67e 71e 78e · CF 9 Ode Thompson 88e · CF 20 Gilles De Bilde 46e · |  |
| Entraîneur : |  |
| Aimé Anthuenis |  |

| Titulaires : |  |
| |  |
| GK 1 Bart Deelkens · RB 6 Sidney Lammens 73e · CB 15 Sadio Ba 67e · CB 12 Dirk Thoelen · LB 8 Björn De Coninck · RM 3 Marc Schaessens · CM 17 Sammy Van Den Bossche · CM 5 Yves Serneels · LM 20 Bart Willemsen 83e · RF 18 Jef Delen 67e · LF 11 Francis Severeyns · |  |
| Remplaçants : |  |
| CB 7 Frank Dauwen 67e · CF 14 Björn Smits 73e · CF 22 Kevin Vandenbergh 67e · RF 9 Vedran Pelic 83e · |  |
| Entraîneur : |  |
| Jan Ceulemans |  |

| Titulaires : |  |
| |  |
| GK 1 Filip De Wilde · RB 16 Bertrand Crasson 46e · CB 5 Glen De Boeck · CB 6 Joris Van Hout · LB 2 Aleksandar Ilić · RM 22 Oleg Iachtchouk 46e · CM 15 Besnik Hasi · CM 4 Yves Vanderhaeghe · LM 14 Marc Hendrikx 52e 88e · RF 26 Aruna Dindane 21e · LF 19 Ivica Mornar 46e · |  |
| Remplaçants : |  |
| RM 21 Emmanuel Pirard 46e · LW 18 Seol Ki-hyeon 46e 67e 71e 78e · CF 9 Ode Thompson 88e · CF 20 Gilles De Bilde 46e · |  |
| Entraîneur : |  |
| Aimé Anthuenis |  |